# Reid Glacier (glaciär i Antarktis, lat -66,50, long 98,67)
Reid Glacier är en glaciär i Antarktis. Den ligger i Östantarktis. Australien gör anspråk på området. Reid Glacier ligger 140 meter över havet.
Terrängen runt Reid Glacier är platt åt nordost, men åt sydväst är den kuperad. Trakten är obefolkad. Det finns inga samhällen i närheten. 